# Elezioni comunali nel Lazio del 2015
Le elezioni comunali nel Lazio del 2015 si tennero il 31 maggio (con ballottaggio il 14 giugno). 

## Riepilogo dei risultati

### Voti alle coalizioni
La tabella riepilogativa riassume il voto per i candidati sindaco delle coalizioni che hanno concorso per il primo turno nei 5 comuni con più di 15.000 abitanti.
| Liste/Coalizioni | Liste/Coalizioni              | Voti   | %      |
| ---------------- | ----------------------------- | ------ | ------ |
|                  | Forza Italia e alleati        | 30.012 | 38,88% |
|                  | Partito Democratico e alleati | 22.423 | 29,05% |
|                  | Movimento 5 Stelle            | 6.312  | 8,18%  |
|                  | Altri di Centro-sinistra      | 4.206  | 5,45%  |
|                  | Altri di Centro-destra        | 3.663  | 4,75%  |
|                  | Altri                         | 10.574 | 13,70% |
| Totale           | Totale                        | 77.190 |        |

La tabella riepilogativa riassume il voto per i candidati sindaco delle coalizioni che hanno concorso al ballottaggio nei tre comuni con più di 15.000 abitanti.
| Liste/Coalizioni | Liste/Coalizioni              | Voti   | %      |
| ---------------- | ----------------------------- | ------ | ------ |
|                  | Partito Democratico e alleati | 18.776 | 52,59% |
|                  | Forza Italia e alleati        | 16.929 | 47,41% |
| Totale           | Totale                        | 35.705 |        |

### Riepilogo sindaci uscenti e sindaci eletti
Di seguito, il riepilogo delle amministrazioni uscente e quelle elette negli cinque comuni con più di 15.000 abitanti coinvolti nella tornata elettorale:
| Comune         | Sindaco uscente | Sindaco uscente         | Sindaco eletto | Sindaco eletto         |
| -------------- | --------------- | ----------------------- | -------------- | ---------------------- |
| Albano Laziale |                 | Nicola Marini (PD)      |                | Nicola Marini (PD)     |
| Ceccano        |                 | Manuela Maliziola (PSI) |                | Roberto Cagliore (FdI) |
| Colleferro     |                 | Mario Cacciotti (FI)    |                | Pierluigi Sanna (IND)  |
| Fondi          |                 | Salvatore De Meo (FI)   |                | Salvatore De Meo (FI)  |
| Zagarolo       |                 | Giovanni Paniccia (PD)  |                | Lorenzo Piazzai (PD)   |

### Vote alle liste
La tabella riepilogativa riassume i voti alle principali liste nazionali nei cinque comuni laziali con più di 15.000 abitanti.
| Lista  | Lista               | Voti   | %     |
| ------ | ------------------- | ------ | ----- |
|        | Forza Italia        | 13.283 | 17,57 |
|        | Partito Democratico | 9.488  | 12,55 |
|        | Movimento 5 Stelle  | 5.547  | 7,34  |
|        | Fratelli d'Italia   | 1.596  | 2,11  |
|        | Noi con Salvini     | 833    | 1,10  |
| Totale | Totale              | 75.614 |       |

| Provincia | Comune         | Liste  | Liste  | Liste  | Liste | Liste | Liste |
| Provincia | Comune         | PD     | M5S    | FI     | NcS   | FdI   |       |
| --------- | -------------- | ------ | ------ | ------ | ----- | ----- | ----- |
| Provincia | Comune         |        |        |        |       |       |       |
| Frosinone | Ceccano        | 6,51%  | 6,06%  | N.D.   | N.D.  | N.D.  |       |
| Latina    | Fondi          | 12,71% | 4,67%  | 43,34% | N.D.  | N.D.  |       |
| Roma      | Albano Laziale | 14,21% | 10,52% | 10,16% | 4,47% | 2,90% |       |
| Roma      | Colleferro     | 9,84%  | 7,46%  | 11,67% | 4,38% | 1,37% |       |
| Roma      | Zagarolo       | 23,60% | 9,46%  | 2,82%  | 2,82% | 1,51% |       |

## Roma

### Albano Laziale
| Candidati e liste                                  | Voti   | %      | Seggi |
| -------------------------------------------------- | ------ | ------ | ----- |
| Nicola Marini                                      | 7.115  | 36,65  | -     |
| Partito Democratico                                | 2.696  | 14,21  | 6     |
| Insieme                                            | 1.146  | 6,04   | 2     |
| Lista Riformista                                   | 884    | 4,66   | 2     |
| Partito Socialista Italiano                        | 833    | 4,39   | 2     |
| Centro Democratico                                 | 788    | 4,15   | 2     |
| Sinistra (Federazione della Sinistra-Lista Civica) | 479    | 2,52   | 1     |
| Sinistra Ecologia Libertà                          | 274    | 1,44   | -     |
| Movimento Aurora                                   | 95     | 0,50   | -     |
| Gino Benedetti                                     | 4.689  | 24,15  | 1     |
| Forza Italia                                       | 1.928  | 10,16  | 2     |
| Area Democratica                                   | 658    | 3,47   | 1     |
| Patto Popolare                                     | 652    | 3,44   | -     |
| Albano Cecchina Pavona                             | 547    | 2,88   | -     |
| Solidarietà Trasparenza Legalità                   | 445    | 2,35   | -     |
| Rete dei Cittadini                                 | 358    | 1,59   | -     |
| Reazione civica                                    | 17     | 0,09   | -     |
| Giorgio Battistelli                                | 2.158  | 11,11  | 1     |
| Giorgio Battistelli sindaco                        | 657    | 3,46   | -     |
| Centro-sinistra è dei cittadini                    | 644    | 3,39   | -     |
| Albano Bene Comune                                 | 236    | 1,24   | -     |
| Libertà è Partecipazione                           | 219    | 1,15   | -     |
| Fabrica Albano                                     | 177    | 0,93   | -     |
| Fare Pavona-Cecchina                               | 21     | 0,11   | -     |
| Federica Nobilio                                   | 2.036  | 10,49  | 1     |
| Movimento 5 Stelle                                 | 1.996  | 10,52  | -     |
| Marco Silvestroni                                  | 1.979  | 10,19  | 1     |
| Fratelli d'Italia                                  | 848    | 4,47   | 1     |
| Noi con Salvini                                    | 550    | 2,90   | -     |
| Il Cigno                                           | 280    | 1,48   | -     |
| Movimento Nuova Era                                | 181    | 0,95   | -     |
| Pavona                                             | 68     | 0,36   | -     |
| Simone Carabella                                   | 676    | 3,48   | 1     |
| Amo Albano                                         | 565    | 2,98   | -     |
| Carabella Sindaco                                  | 29     | 0,15   | -     |
| Fabio Ginestra                                     | 414    | 2,13   | -     |
| Movimento Civico Popolare                          | 207    | 1,09   | -     |
| Fabio Ginestra Sindaco                             | 138    | 0,73   | -     |
| Nuovo Centrodestra                                 | 42     | 0,22   | -     |
| Marcello Di Rollo                                  | 247    | 1,27   | -     |
| Rigenerare la Democrazia PPE                       | 221    | 1,16   | -     |
| Matteo Stella                                      | 102    | 0,53   |       |
| Forza Nuova                                        | 97     | 0,51   | -     |
| Voti alle liste                                    | 18.976 | 100,00 | 20    |
| Voti ai candidati sindaco                          | 19.416 | 100,00 | 24    |

1. 1 2  Apparentamento al secondo turno con il candidato Gino Benedetti.

### Colleferro
| Candidati e liste                 | Voti   | %      | Seggi |
| --------------------------------- | ------ | ------ | ----- |
| Pierluigi Sanna                   | 5.367  | 42,71  | -     |
| Ripartiamo per Colleferro         | 1.983  | 16,32  | 4     |
| Partito Democratico               | 1.196  | 9,84   | 3     |
| Insieme per i Cittadini           | 1.115  | 9,18   | 2     |
| Il Castello                       | 471    | 3,88   | 1     |
| Silvano Moffa                     | 3.947  | 31,41  | 1     |
| Forza Italia                      | 1.418  | 11,67  | 2     |
| Azione Popolare                   | 906    | 7,46   | 1     |
| Colleferro 2.0                    | 548    | 4,51   | -     |
| Fratelli d'Italia                 | 532    | 4,38   | -     |
| Partito del Cuore                 | 445    | 3,66   | -     |
| Noi con Salvini                   | 167    | 1,37   | -     |
| Movimento Sociale Italico         | 83     | 0,68   | -     |
| Nuovo Partito Socialista Italiano | 48     | 0,40   | -     |
| Emanuele Girolami                 | 1.965  | 15,64  | 1     |
| Italia dei Valori                 | 645    | 5,31   | 1     |
| Impegno Comune                    | 474    | 3,90   | -     |
| Le Ali in Movimento               | 392    | 3,23   | -     |
| Noi Salviamo Colleferro           | 273    | 2,25   | -     |
| Partito Socialista Italiano       | 237    | 1,95   | -     |
| Basta Monnezza                    | 41     | 0,34   | -     |
| Aldo Barbona                      | 988    | 7,86   | -     |
| Movimento 5 Stelle                | 907    | 7,46   | -     |
| Santina Camilli                   | 298    | 2,37   | -     |
| Federazione Liste Civiche         | 270    | 2,22   | -     |
| Voti alle liste                   | 12.151 | 100,00 | 14    |
| Voti ai candidati sindaco         | 12.565 | 100,00 | 16    |

### Zagarolo
| Candidati e liste                                          | Voti  | %      | Seggi |
| ---------------------------------------------------------- | ----- | ------ | ----- |
| Lorenzo Piazzai                                            | 4.098 | 51,49  | -     |
| Partito Democratico                                        | 1.807 | 23,60  | 5     |
| Piazzai Sindaco                                            | 1.007 | 13,15  | 2     |
| Campo Democratico                                          | 733   | 9,57   | 2     |
| Zagarolo Vince                                             | 498   | 6,50   | 1     |
| Giacomo Vernini                                            | 1.723 | 21,65  | 1     |
| Zagarolo nel Cuore                                         | 661   | 8,53   | 1     |
| Valle Martella Tricolore                                   | 471   | 6,15   | 1     |
| Alleanza Popolare                                          | 471   | 6,15   | -     |
| Paolo Pacifici                                             | 741   | 9,31   | 1     |
| Movimento 5 Stelle                                         | 724   | 9,46   | -     |
| Aniello Nunziata                                           | 709   | 8,91   | 1     |
| Nunziata Sindaco                                           | 348   | 4,54   | -     |
| Uniti per Zagarolo (Forza Italia (2013)-Fratelli d'Italia) | 216   | 2,82   | -     |
| Lega Lazio                                                 | 116   | 1,51   | -     |
| Salvatore Genovese                                         | 538   | 6,76   | 1     |
| L'Alternativa                                              | 276   | 3,60   | -     |
| L'Alternativa in Rosa                                      | 182   | 2,38   | -     |
| Daniela Napoleoni                                          | 83    | 1,04   | -     |
| A Sinistra                                                 | 83    | 1,08   | -     |
| Mario Procaccini                                           | 67    | 0,84   | -     |
| Zagarolo per te                                            | 64    | 0,84   | -     |
| Voti alle liste                                            | 7.657 | 100,00 | 13    |
| Voti ai candidati sindaco                                  | 7.959 | 100,00 | 16    |

## Frosinone

### Ceccano
| Candidati e liste            | Voti   | %      | Seggi |
| ---------------------------- | ------ | ------ | ----- |
| Roberto Cagliore             | 4.901  | 33,25  | -     |
| Cagliore Sindaco             | 1.399  | 9,72   | 3     |
| L'Altra Ceccano              | 969    | 6,73   | 2     |
| Noi per Ceccano              | 903    | 6,27   | 2     |
| Nuova Vita                   | 676    | 4,70   | 1     |
| Patto Civico                 | 462    | 3,21   | 1     |
| Unione per Ceccano           | 379    | 2,63   | 1     |
| Oltre l'Identità             | 243    | 1,69   | -     |
| Luigi Compagnoni             | 2.613  | 17,72  | 1     |
| Partito Democratico          | 938    | 6,51   | 1     |
| Partito Socialista Italiano  | 824    | 5,72   | -     |
| Città Nuova                  | 344    | 2,39   | -     |
| Impegno Comune               | 312    | 2,17   | -     |
| Adesso Possiamo              | 262    | 1,82   | -     |
| Italia dei Valori            | 38     | 0,36   | -     |
| Giovanni Cerqui              | 2.091  | 14,18  | 1     |
| Movimento Popolare           | 533    | 3,70   | 1     |
| Per la Gente                 | 500    | 3,47   | -     |
| Insieme per Ceccano          | 499    | 3,47   | -     |
| Riformismo Progresso Libertà | 374    | 2,60   | -     |
| Movimento Giovani            | 255    | 1,77   | -     |
| Filippo Misserville          | 1.833  | 12,43  | 1     |
| Cittadini di Ceccano         | 824    | 5,72   | -     |
| Io Sto con Ceccano           | 809    | 5,62   | -     |
| Ceccano d'Argento            | 55     | 0,38   | -     |
| Manuela Maliziola            | 1.475  | 10,01  | 1     |
| Non Fermare il Rinnovamento  | 608    | 4,22   | -     |
| Il Nostro Momento            | 403    | 2,80   | -     |
| Lavoro-Famiglia-Sociale      | 203    | 1,41   | -     |
| Vivere Ceccano               | 131    | 0,91   | -     |
| Mirko Ferrari                | 1.216  | 8,25   | -     |
| Movimento 5 Stelle           | 872    | 6,06   | -     |
| Rino Liburdi                 | 402    | 2,73   | -     |
| Ceccano Futura               | 361    | 2,51   | -     |
| Domenico Aversa              | 211    | 1,43   | -     |
| L'Altro Lazio per Ceccano    | 222    | 1,54   | -     |
| Voti alle liste              | 14.398 | 100,00 | 12    |
| Voti ai candidati sindaco    | 14.742 | 100,00 | 16    |

## Latina

### Fondi
| Candidati e liste           | Voti   | %      | Seggi |
| --------------------------- | ------ | ------ | ----- |
| Salvatore De Meo            | 15.766 | 69,40  | -     |
| Forza Italia                | 9.721  | 43,34  | 12    |
| Io Sì                       | 2.805  | 12,50  | 3     |
| Litorale e Sviluppo Fondano | 1.523  | 6,79   | 2     |
| Fondi Unita                 | 1.197  | 5,34   | 1     |
| Fondi Azzurra               | 890    | 3,97   | 1     |
| Noi al Comune               | 579    | 2,58   | -     |
| Mario Fiorillo              | 3.230  | 14,22  | 1     |
| Partito Democratico         | 2.851  | 12,71  | 2     |
| Appio Antonelli             | 1.331  | 5,86   | 1     |
| Movimento 5 Stelle          | 1.048  | 4,67   | -     |
| Giovanni Trani              | 1.168  | 5,14   | 1     |
| Nuovo Centrodestra          | 816    | 3,64   | -     |
| Fondi 2015                  | 207    | 0,92   | -     |
| Giovani per Fondi           | 18     | 0,08   | -     |
| Arnaldo Faiola              | 1.068  | 4,70   | -     |
| W Fondi                     | 714    | 3,18   | -     |
| Gianfranco Antonetti        | 156    | 0,69   | -     |
| Fondi Ci Chiama             | 63     | 0,28   | -     |
| Voti alle liste             | 22.432 | 100,00 | 21    |
| Voti ai candidati sindaco   | 22.719 | 100,00 | 24    |